# Todo Mundo (Ainda) Tem Problemas Sexuais
Todo Mundo (Ainda) Tem Problemas Sexuais é um filme de comédia brasileiro de 2025 dirigido por Renata Paschoal e baseado na obra homônima de Domingos Oliveira. Produzido pela Forte Filmes e distribuído pela Downtown Filmes, o filme reúne quatro histórias curtas e independentes que exploram as complexidades e os desafios dos relacionamentos amorosos. Com roteiro assinado por Maria Santos, Samuel Valladares, Vicente Valle e Flavia Guimarães tem previsão de estreia para 30 de janeiro de 2025 nos cinemas.
Estrelado por Dudu Azevedo, Letícia Lima e Sophia Abrahão também conta com Cláudia Mauro, Sandra Pêra, Maria Santos, Samuel Valladares, Totia Meireles, Hélio de la Peña, Cauê Campos e Júlia Maggessi nos papéis principais.

## Premissa
O longa reúne quatro histórias curtas e independentes que exploram, com humor e sensibilidade, as delícias e os desafios dos relacionamentos amorosos. Inspirado na obra homônima de Domingos Oliveira – cujo filme original, “Todo Mundo Tem Problemas Sexuais” (2008), se tornou referência – a produção apresenta situações cotidianas marcadas por infidelidade, ciúmes, inseguranças e desejos. A narrativa busca, de forma irreverente, atualizar a discussão sobre as complexidades dos vínculos afetivos, convidando o público a refletir sobre as imperfeições que tornam o amor tão singular.

## Elenco
- Dudu Azevedo como Danilo
- Letícia Lima como Luisa
- Sophia Abrahão como Daniela
- Cláudia Mauro como Tina
- Maria Santos como Ludmilla
- Samuel Valladeres como Roberto
- João Nascimento como Fabrício
- Sandra Pêra como Erika
- Totia Meireles como Marieta
- Hélio de la Peña Jorge
- Cauê Campos como Pedro Couto (Coutinho/Coutão)
- Júlia Maggessi como Lara
- Beatriz Linhales como Belinha
- Gabriel Portella como Arthur
- Alice Borges como Nina
- André Mattos como Marco
- Priscilla Rozenbaum como Vitória
- Ricardo Kosovski como Rafa

## Produção

### Concepção e desenvolvimento
A jovem cineasta Renata Paschoal estreou na direção com este projeto, demonstrando sensibilidade ao reinterpretar uma obra clássica para o contexto atual. O roteiro, assinado por Maria Santos, Samuel Valladares, Vicente Valle e Flavia Guimarães, busca manter a essência do material original enquanto dialoga com questões modernas. A ideia central foi adaptar as narrativas de Domingos Oliveira para uma estética que mescla tradição e inovação, permitindo uma abordagem que une o tom irreverente com reflexões profundas sobre o amor e o desejo.

### Filmagens
Produzido pela Forte Filmes e distribuído pela Downtown Filmes, o filme passou por um processo de filmagens realizado em 2024, onde a equipe técnica se empenhou em capturar a vivência urbana e o clima íntimo das histórias. A direção de Paschoal se destaca por equilibrar a naturalidade dos personagens com uma estética visual que remete tanto ao clássico quanto ao contemporâneo.

## Lançamento
A estreia oficial aconteceu em 30 de janeiro de 2025, com ampla exibição nos cinemas de todo o Brasil. Além do lançamento comercial, o filme participou de circuitos de festivais – tendo sido exibido, por exemplo, na Mostra CineMina 2024 e na 48ª Mostra Internacional de Cinema de São Paulo –, o que contribuiu para a sua visibilidade e o reconhecimento no meio cinematográfico. Esses eventos reforçaram a aposta do longa na retomada de um humor inteligente aliado à crítica social sobre os relacionamentos.

## Recepção

### Reposta da crítica
A recepção crítica de Todo Mundo (Ainda) Tem Problemas Sexuais tem se destacado por reconhecer a ousadia da diretora Renata Paschoal e a maneira como o filme dialoga com a obra original de Domingos de Oliveira, enquanto introduz elementos modernos e irreverentes. A crítica do site Vertentes de Cinema elogia a forma como o longa se propõe a tratar temas complexos dos relacionamentos – como infidelidade, ciúmes, inseguranças e desejos – de maneira leve e cômica. A estrutura narrativa em esquetes, que permite a apresentação de diferentes perspectivas sobre o amor e as dificuldades do cotidiano, é vista como uma estratégia inteligente para abordar assuntos que, de outra forma, poderiam parecer pesados ou clichês. Essa multiplicidade de histórias favorece uma experiência que remete a uma espécie de “sessão de terapia confessional”, onde as falhas e vulnerabilidades humanas são expostas com naturalidade e humor.
A direção de Paschoal é frequentemente destacada por trazer um equilíbrio entre o clássico e o contemporâneo. Os críticos apontam que a estética do filme – com uma fotografia que captura tanto o urbano quanto o íntimo – reforça a ideia de que as relações modernas são simultaneamente efêmeras e profundas. Esse contraste é ressaltado na forma como o filme utiliza diálogos e monólogos para expor a “verbalização da verdade instintiva”, algo que remete à originalidade das obras de Domingos Oliveira, mas com uma linguagem adaptada ao público atual.
Por outro lado, alguns críticos apontam que, em certos momentos, o filme pode parecer excessivamente forçado. Especialmente nas cenas finais, há quem perceba uma tentativa de “redenção” ou um discurso de autoajuda que, para alguns, dilui o tom mais natural e espontâneo que marca o restante da narrativa. Essa oscilação entre momentos de genialidade cômica e trechos que fogem ao ritmo ideal é um ponto de debate, mas, mesmo assim, não diminui o mérito inovador da obra.

### Prêmios e indicações
| Lista de prêmios e indicações                   | Lista de prêmios e indicações | Lista de prêmios e indicações | Lista de prêmios e indicações            | Lista de prêmios e indicações | Lista de prêmios e indicações |
| Premiação                                       | Data da cerimônia             | Categoria                     | Indicação                                | Resultado                     | Ref.                          |
| ----------------------------------------------- | ----------------------------- | ----------------------------- | ---------------------------------------- | ----------------------------- | ----------------------------- |
| 48ª Mostra Internacional de Cinema de São Paulo | 30 de outubro de 2024         | Melhor Filme de Ficção        | Todo Mundo (Ainda) Tem Problemas Sexuais | Indicado                      | [ 6 ]                         |